# Delosperma truteri
Delosperma truteri är en isörtsväxtart som beskrevs av Lavis. Delosperma truteri ingår i släktet Delosperma, och familjen isörtsväxter. Inga underarter finns listade i Catalogue of Life.